# Церква святого Архістратига Михаїла (Нова Могильниця)
Церква святого Архістратига Михаїла в Новій Могильниці — парафія і храм Теребовлянського благочиння Тернопільської єпархії Православної церкви України в селі Нова Могильниця Тернопільського району Тернопільської области. Пам'ятка архітектури місцевого значення.

## Історія церкви
Храм святого Архистратига Михаїла, збудований із червоного каменю у 1793 році, жодного разу не закривався.
У 1989 році проведено капітальний ремонт, під час якого храм повністю перекрили оцинкованою бляхою.
У 2007 році здійснили зовнішній ремонт, а у 2008 році встановили газове опалення.
У 2010 році відремонтували хори.
На території села є капличка, збудована у 1996 році, та фігура Божої Матері. Також споруджено і освячено пам'ятник воїнам-односельцям, полеглим у німецько-радянській війні (1972), встановлено 5 металевих хрестів та насипано символічну могилу УСС.

## Парохи
- о. Петро Савчинський,
- о. Іван Яворський,
- о. Мар'ян Пеняк,
- о. Василь Семків,
- о. Богдан Піскорський (з 1982).